# Peppino De Luca
Peppino de Luca (Roma, 5 gennaio 1936 – Roma, 6 settembre 1974) è stato un trombonista, direttore d'orchestra, compositore e arrangiatore italiano.

## Biografia

### Gli inizi
Autodidatta, comincia a suonare il trombone negli anni cinquanta in diversi gruppi universitari dilettanti.
Trombonista e qualche volta cantante debutta a soli quindici anni nei Traditional Dixielanders formati da: il trombettista Piero Saraceni, il clarinettista Gianni Sanjust, il pianista Gianni Marchetti, il contrabbassista Antonello Branca ed il batterista Roberto Trillò. Nel 1954 e nel 1955 Peppino De Luca viene anche chiamato a sostituire in qualche occasione Luciano Fineschi nella Roman New Orleans Jazz Band. Nel 1956 entra stabilmente nel gruppo che, dopo l'arrivo di Carlo Loffredo prende il nome di Seconda Roman New Orleans Jazz Band. A cavallo degli anni sessanta la band attraversa un momento di grande successo con festival, tournée in Italia e all'estero. Nei primi anni sessanta Peppino De Luca inizia a comporre musica per la TV e il cinema, con registi come Antonello Branca, Carlo Tuzii, Sandro Bolchi, Liliana Cavani, Gianni Serra, Nelo Risi e con Mario Monicelli per il film La ragazza con la pistola, candidato al Premio Oscar come miglior film straniero del 1968.
Il suo stile viene accostato a quello di Kid Ory ed al mainstream di Vic Dickenson. Durante le performance dal vivo si ricordano i suoi interventi di canto scat.
Muore nel 1974, un paio d'anni dopo l'asportazione di un tumore ad un rene.

## Colonne sonore
- La notte dei fiori, 1972
- Dedicato a un bambino, (TV serie) 1971
- L'uomo dagli occhi di ghiaccio, 1971
- Ondata di calore, 1970
- Seize the Time, (documentario) 1970
- Il debito coniugale, 1970
- Il dio chiamato Dorian, 1970
- Il processo Cuocolo, 1969
- Una pistola in vendita, (TV mini-serie) 1969
- L'altra faccia del peccato, (documentario) 1969
- Oh dolci baci e languide carezze, 1968
- La ragazza con la pistola, (film) 1968
- Un amico, 1966
- Quinta colonna, (TV mini-serie) 1966
- Francesco d'Assisi, (film) 1965
- Il giorno della pace', (TV documentario) 1965
- Gesù, mio fratello, (TV documentario) 1965
- La casa in Italia, (TV documentario) 1965 (Episodi: Abitare oggi, Un mondo provvisorio, Un posto per costruire, Vivere sulla terra)
- Philippe Pétain: Processo a Vichy, (TV documentario) 1965
- L'enigma Oppenhemier, (TV documentario) 1963

### Brani compresi nelle colonne sonore
- 21, "Rito a Los Angeles", 2008
- Ocean's Twelve, "Rito a Los Angeles" 2008